# 갈색사막쥐
갈색사막쥐 또는 사막쥐(Pseudomys desertor)는 쥐과에 속하는 설치류의 일종이다. 오스트레일리아의 토착종이다. 첫 사막쥐 표본은 오스트레일리아 동물학자 크레프트(Gerard Krefft)가 1856-1857년 골골강과 달링강에서 수행한 브랜도프스키 탐사에서 수집했다.

## 특징

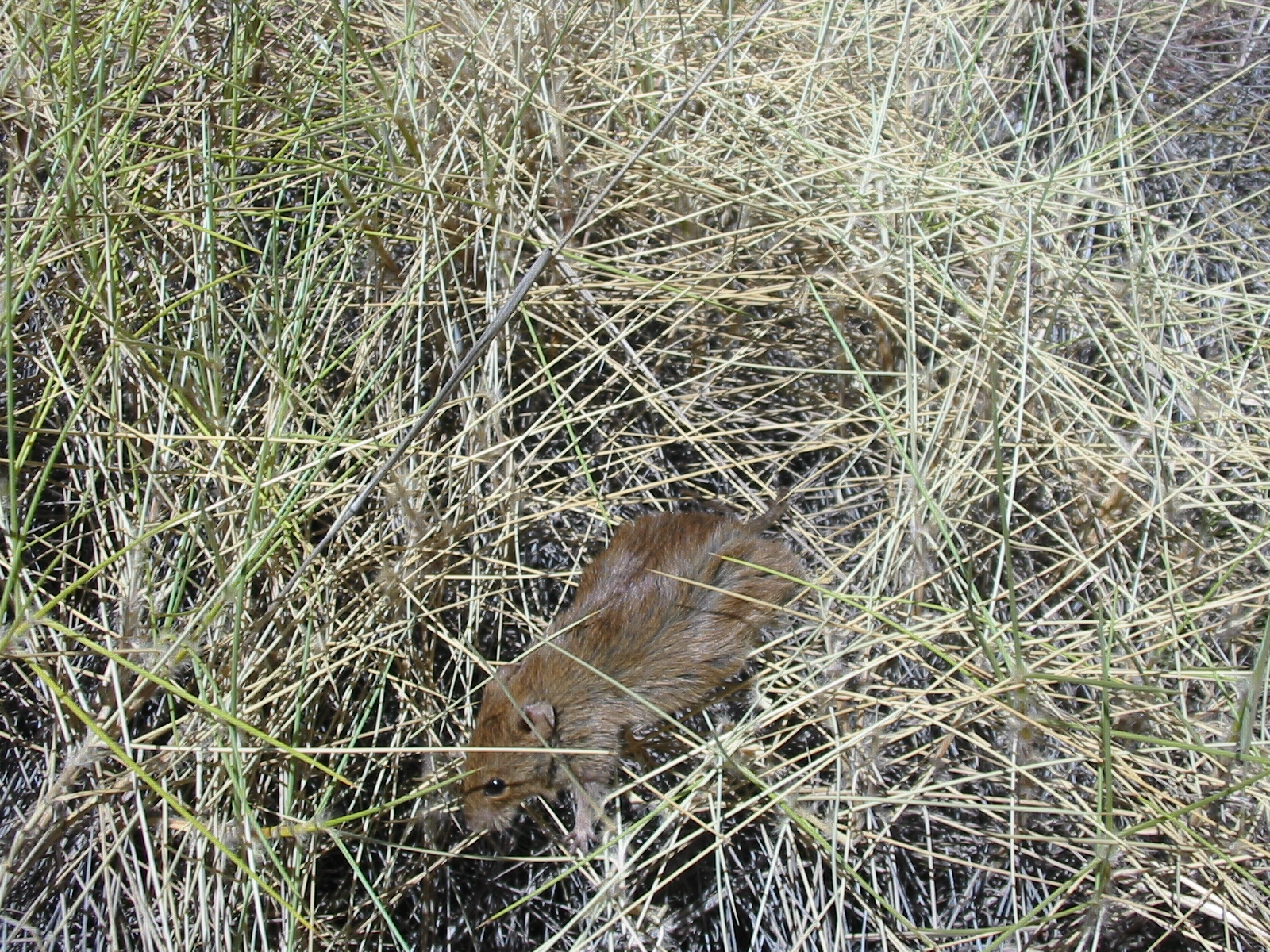
웨스턴오스트레일리아주 킴벌리 푸눌룰루국립공원의 사막쥐

사막쥐 등 쪽 털은 밝은 밤나무 갈색이고, 일종의 가시 형태를 띠는 길고 진한 조모가 섞여 있다. 배 쪽은 밝은 회색빛 갈색을 띤다. 꼬리는 비늘 모양으로 약간 두 가지 색을 띠며, 몸길이보다 꼬리 길이가 짧거나 같다. 사막쥐를 정의하는 특징은 눈 주위 연한 오렌지색의 둥근 테로 타나미 사막 북부 지역에 서식지가 겹치는 서부밤색쥐(Pseudomys nanus)와 구별되는 특징이다. 일반적으로 사막쥐의 몸길이는 70~105mm, 꼬리 길이는 67~103mm이다. 몸무게는 약 15~35g이다.

## 분포 및 서식지
오스트레일리아 건조 지대 전역에 널리 분포하며, 사막쥐는 퀸즐랜드주 북부 건조 사바나 지역에서도 서식한다. 좋아하는 서식지 범위는 스피니펙스속 풀이 서식하는 모래 언덕부터 얕은 굴을 파는 곳으로 쓰이는 암반 구릉지대까지 지역이다.
사막쥐 화석 잔해가 웨스턴오스트레일리아주 케이프산맥 국립공원과 눌라보 평원부터 사우스오스트레일리아주 플린더스 산맥 북부 지역, 뉴사우스웨일스주 빅토리아 호수 지역에서 발견된다. 현재 서식 범위와 함께 분석하면, 이와 같은 화석 기록은 사막쥐가 한때 오스트레일리아 전역에서 훨씬 더 광범위하게 분포했다는 것을 암시한다.

## 습성 및 생태
사막쥐는 주로 초식동물이며, 잎과 새싹이 나지 않을 때는 씨앗과 무척추동물도 먹는 것으로 알려져 있다. 사막쥐에 대한 실험실 연구에 의하면, 물 섭취량이 아주 적다. 번식률이 오스트레일리아쥐속의 다른 종과 비교했을 때도 아주 높다. 이 때문에 적당한 강우 기간 후에 개체수가 급격하게 증가한다. 암컷은 7~9일 주기로 성적인 수용성과 번식력이 높아진다. 임신 기간은 27~28일 동안 지속되며 평균 3마리의 새끼를 낳고, 생후 약 10주 후면 번식을 할 수 있을 정도로 성적으로 성숙해진다.

## 보존 상태
화재나 방목의 영향을 받는 지역에서는 사막쥐가 덜 흔한 것으로 보인다. 여우와 야생고양이 같은 포식자 도입종과 생쥐(Mus musculus)와 같은 다른 초식동물과의 경쟁, 퀸즐랜드 주 외래종 풀의 서식지 변경 등의 위협을 받고 있다.